# Motoyoshi Takeshi
Motoyoshi Takeshi (sinh ngày 26 tháng 7 năm 1967) là một cầu thủ bóng đá người Nhật Bản.

## Đội tuyển bóng đá quốc gia Nhật Bản
Motoyoshi Takeshi được triệu tập vào đội tuyển Nhật Bản tham dự Cúp bóng đá châu Á 1988.